# Quinqueloculinidae
Quinqueloculinidae es una familia de foraminíferos bentónicos cuyos géneros han sido en su mayoría incluidos tradicionalmente en la familia Hauerinidae, de la superfamilia Milioloidea, del suborden Miliolina y del orden Miliolida. Su rango cronoestratigráfico abarca desde el Hettangiense (Jurásico inferior) hasta la Actualidad.

## Clasificación
Quinqueloculinidae incluye a las siguientes subfamilias y géneros:
- Subfamilia Labalinininae
- Subfamilia Quinqueloculininae
- Subfamilia Cribrolinoidinae
- Subfamilia Scutulorinae